# Flavi Maternià
Flavi Maternià (en llatí Flavius Maternianus) va ser un militar romà del segle iii.
Era comandant dels guàrdies de la ciutat de Roma durant el regnat de Caracal·la. No queda clar dels relats de Dió Cassi i Herodià si l'emperador Macrí el va fer matar o només el va tractar amb indignitat.